# Mithridates I van Commagene

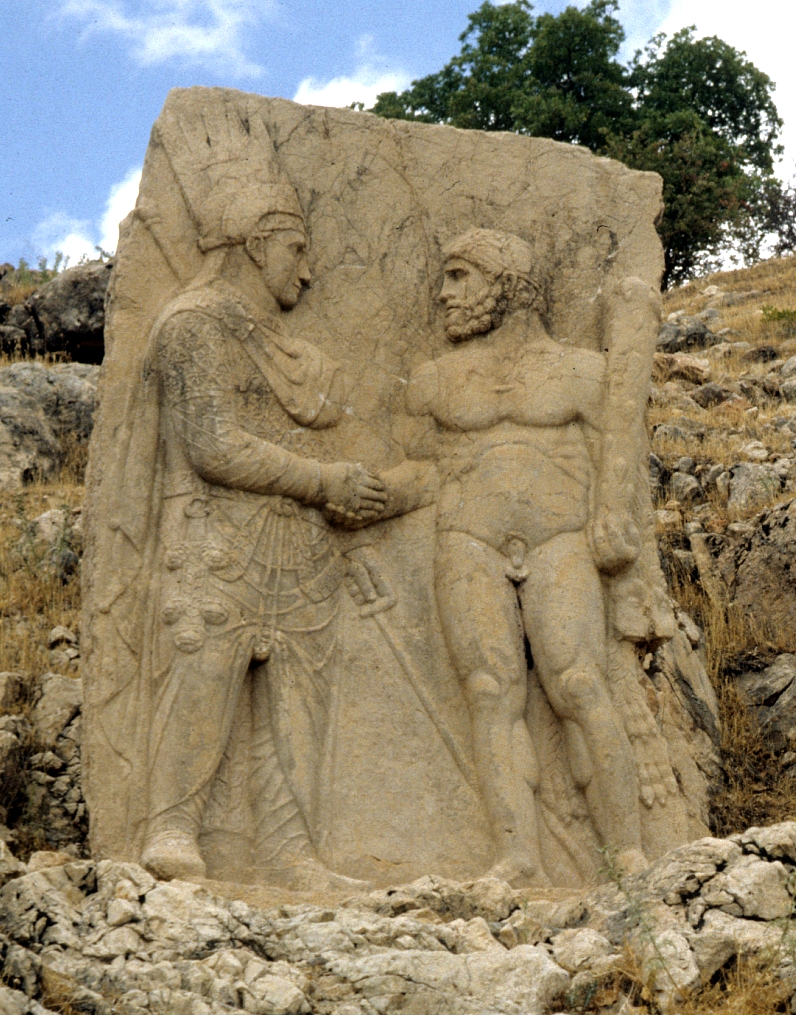
Mithridates schudt de hand van Herakles.

Mithridates I Callinicus (Grieks: ο ΜιΘριδάτης Καλλίνικος) was koning van Commagene van 109 v.Chr. tot 70 v.Chr. uit het Huis der Orontiden dat van Armeense afkomst was.
Mithridates was zoon en opvolger van de vorige leider van Commagene, Sames II Theosebes Dikaios. Voor zijn troonsbestijging trouwde hij met de Syrische prinses Laodice VII Thea als onderdeel van een vredespact. Zij was een dochter van de Seleucidenkoning Antiochus VIII Grypus en met dit huwelijk werd de weg vrijgemaakt voor grotere zelfstandigheid van Commagene dat een Seleucidische provincie geweest was. Mithridates nam de hellenistische cultuur aan. Laodice schonk Mithridates een zoon, Antiochus I Theos van Commagene (ca. 86-38 v.Chr.), die Mithridates opvolgde toen hij stierf in 70 v.Chr.